# ソー・ホワット (P!NKの曲)
「ソー・ホワット」は、アメリカ合衆国のポップ歌手P!NKの5作目のスタジオ・アルバム『ファンハウス』（2008年）のためにP!NK、マックス・マーティン、Shellbackによって製作された楽曲で、アルバムからのファースト・シングルである。この楽曲は、"だから何?!"と高らかに宣戦布告を掲げる内容の楽曲になっている。
「ソー・ホワット」は、2008年9月7日に開催されたMTV Video Music Awards 2008にてP!NKによるライヴ・パフォーマンスも披露されている。また、ラテン・アメリカ用のMTV Video Music Awards 2008のプロモーションにも用いられた。
2008年9月27日付のアメリカ合衆国の総合シングルチャートBillboard Hot 100では、彼女の出生地であるアメリカ合衆国にてソロ初となるシングルチャート第1位を記録した。ほか、世界中の複数の英語圏の国などでも1位を記録している。
2019年10月にテレビ朝日ドラマ『ドクターX〜外科医・大門未知子〜』の主題歌に採用された。

## 背景
この楽曲は、P!NKのほか、マックス・マーティン、Shellbackと共に製作されており、マーティンは楽曲のプロデュースも行っている。P!NKとマーティンのコンビは過去のP!NKのアルバムより「フー・ニュウ」、「ユー・アンド・ユア・ハンド」をアメリカ合衆国においてトップ10ヒットに導いている。多くの批評家やファンはこの楽曲を2008年初頭のP!NKと元夫キャリー・ハートとの間での離婚について触れたものと考えていた。これは、楽曲の歌詞の冒頭から
といきなり離婚を暗示また関連する用語が飛び出しているためである。しかしP!NKはインタビューで、そういった側面も少しはあるものの、この曲は自身について歌ったものではないと述べている。
この楽曲は故意にアメリカ合衆国でのラジオ・リリースが遅らされている。それはネット上に楽曲のリークがあったためで、P!NKの所属しているラフェース・レコードは、ラジオ・リリースをデジタル・ダウンロードの解禁と同時期にすることを決めた。この曲は、ラジオの規格であるContemporary hit radio系のラジオ局で2008年8月18日にラジオ・リリースされた。デジタルでは、アメリカ合衆国のiTunesで翌19日に解禁された。曲は、カナダのiTunesストアでも1位に輝いている。
歌詞中には、歌手のジェシカ・シンプソンを名指しで嫌悪しているかのような表現が登場する。こういったことはこれが初めてではなく、P!NKの楽曲の歌詞にジェシカについて否定的な表現が出てくるのは「ストゥーピッド・ガールズ」に続いて今回で2度目である。P!NKはこの点についても、そこまでジェシカを嫌う何かがあるのかとの指摘を受けている。P!NKはこの件について、歌詞は全てジョークであると明かした。また、決してジェシカを馬鹿にしているわけではなく、むしろ私よりクールだと思っているとも述べた。そして肝心の歌詞については、当初は"パイロットが私のヒコーキを奪って、ヒラリー・ダフにあげちゃった"という内容の歌詞にしようとしたが、ヒラリーよりもジェシカの方がクールだと思い直し、結果ジェシカネタの歌詞を採用しただけであるとした。

## チャート成績
「ソー・ホワット」は、高順位となる9位でアメリカ合衆国の総合シングルチャートBillboard Hot 100に初登場している。登場初週はHot Digital Songsチャートに4位で初登場し、116,611ユニットを売り上げている。翌週は2位まで上昇した。トータルでは、157万ユニットを売り上げている。2008年9月27日付のチャートでは、それまでトップにいたT.I.の「ホワットエヴァー・ユー・ライク」を蹴落とし、1位にジャンプ・アップしている。1位獲得は2001年にクリスティーナ・アギレラ、リル・キム、マイアとのコラボレーションにより発表した「レディ・マーマレイド」以来、通算2度目となった。これはP!NKにとって9曲目のトップ10入りのヒットで、トップ10入りは3作連続となった。この週、同時にHot Digital SongsチャートとHot Digital Tracksチャートでも1位を獲得している。この楽曲はカナダでも成功を収めており、最高順位となる1位を記録。また、カナダのDLチャートでも1位、エアプレイチャートでは最高12位を記録している。
オーストラリアでは、DL解禁週にARIA Digital Chartで1位を記録し、総合チャートARIA Singles Chartでは初登場4位を記録した。9月21日付のチャートでは、第1位を獲得している。また、セールス面では70,000ユニットを売り上げ、ARIAよりプラチナに認定されている。オーストラリアでの1位獲得は自身4曲目となった。

## ミュージック・ビデオ
「ソー・ホワット」のビデオは、デイヴ・マイヤーズが監督している。彼はビデオ内で有名人、もしくはアーティスト本人に常軌を逸したど派手な役を演じさせることでも知られており、P!NKも以前に「ユー・アンド・ユア・ハンド」、2006年のMTV Video Music Awardsで最優秀ポップビデオを獲得した「ストゥーピッド・ガールズ」のビデオで共に仕事をしており、ほかマイヤーズは「ゼア・ユー・ゴー」、「モスト・ガールズ」、「ユー・メイク・ミー・シック」、「ゲット・ザ・パーティー・スターテッド」、「ドント・レット・ミー・ゲット・ミー」、更に映画『チャーリーズ・エンジェル フルスロットル』の楽曲「フィール・グッド・タイム」のビデオにも関わっている。ビデオは、『Friday Night MTV』にて2008年8月22日に解禁され、同日イギリスの音楽サイトPopjusticeにてプレミアされている。
ビデオは、P!NKがタトゥーを入れるシーンそしてアルコールを飲みながら大型芝刈り機に乗車してサンセット大通りを徘徊する場面から始まる。P!NKはそのまま芝刈り機でギター屋まで行き、ギターをみるふりをしてギターを破壊し、それを制止しようとする店員とのあいだで取っ組み合いになる。次の場面では、P!NKと前の夫の名前が刻まれた庭の大木をチェーンソーで切り落としている。P!NKは泣きながら自分に大丈夫と言い聞かせながらチェーンソーで大木を切り続け、一方何事かと隣人が様子を伺おうとするもその前に大木は見事に切り落とされてしまう。次にP!NKはバーに行くもジェシカ・シンプソンに席を奪われ、カウンターに移動することになる。
次の場面では、バイクに乗ったP!NKの前に新婚の挙式をあげたばかりの幸せを振り撒くカップルが登場する。P!NKは2人に嫉妬し、車に物を投げつけたり車の上に上って車を叩いたりする。それから次の場面では、レッドカーペットにP!NKが登場し、その場でコートを脱ぎ捨て全裸になる。そしてそのままマイケル・ジャクソンのスリラーの振り付けの真似をし、その様をパパラッチに撮られている。そして次の楽屋らしき場所でスタイリストにスプレーで髪を整えてもらう場面では、その場でライターに火をつけるも偶然それが髪に引火し、P!NKの髪全体が燃えてしまっている。次の場面では男性2人がビンに排尿したものをP!NKに渡し飲ませようとするが、それを見抜いたP!NKはそのビンを別の男性に渡した。その男性は中身に気付かずビンを飲んでしまうが、中身をすぐに理解しすぐに吐き出している。最後の場面では、ピローファイトをしている男女のあいだでP!NKが歌うシーンに移り、ビデオはそれから、カメオ出演している元夫でモトクロスのレーサーケアリー・ハートの肩に腕を置くP!NKが舌を出して終了する。
カメオ出演している夫についてP!NKは、ケアリーは曲を聴かずに出演を了承してくれたと離婚後も両者の間に友情関係が存在していることを公表している。
ビデオは2008年9月6日にアメリカ合衆国のiTunesに加わると、即座にiTunesのビデオチャートで1位を獲得した。

## 規格と収録曲
日本 iTunes シングル
1. ソー・ホワット (Clean/Main) - 3:34

2曲入り CD(88697-37277-2)
1. ソー・ホワット - 3:35
2. "Could've Had Everything" - 3:09

マキシ・CD (88697-37281-2)
1. ソー・ホワット - 3:35
2. ソー・ホワット (Instrumental) - 3:35
3. Could've Had Everything - 3:09
4. ソー・ホワット (Video) - 3:41

2 Tracks Limited Collector's Edition CD(88697-40941-2)
1. ソー・ホワット - 3:35
2. ソー・ホワット (Bimbo Jones Radio Mix) - 3:36

アメリカ合衆国 プロモ・CD (88697-36800-2)
1. ソー・ホワット (Clean) - 3:35
2. ソー・ホワット (Main) - 3:35

イギリス プロモ・CD-R
1. ソー・ホワット (Clean Version) - 3:34

イギリス プロモ・CD-R (Remix)
1. ソー・ホワット (Bimbo Jones Radio Mix) - 3:38
2. ソー・ホワット (Bimbo Jones Full Remix) - 7:32

## リリース日一覧
| 国/地域          | リリース日    | 規格                               | レーベル          |
| ---------------- | ------------- | ---------------------------------- | ----------------- |
| ニュージーランド | 2008年8月15日 | デジタル・ダウンロード、エアプレイ | ソニーBMG         |
| オーストラリア   | 2008年8月16日 | デジタル・ダウンロード、エアプレイ | ソニーBMG         |
| アメリカ合衆国   | 2008年8月19日 | デジタル・ダウンロード、エアプレイ | ゾンバ/ラフェース |
| カナダ           | 2008年8月19日 | デジタル・ダウンロード、エアプレイ | ゾンバ/ラフェース |
| オーストラリア   | 2008年8月20日 | シングル                           | ソニーBMG         |
| 日本             | 2008年9月17日 | デジタル・ダウンロード             | BMG JAPAN         |
| ドイツ           | 2008年9月26日 | CDシングル、デジタル・ダウンロード | ソニーBMG         |
| スイス           | 2008年9月26日 | CDシングル、デジタル・ダウンロード | ソニーBMG         |
| イギリス         | 2008年9月26日 | デジタル・ダウンロード             | ソニーBMG         |
| イギリス         | 2008年9月29日 | CDシングル                         | ソニーBMG         |